# Новокальчевська сільська територіальна громада
Новокальчевська сільська територіальна громада (до 2016 року — Червоноармійська) — територіальна громада в Україні, у Березівському районі Одеської області, створена рішенням облради від 12 серпня 2015 року в рамках адміністративно-територіальної реформи 2015–2020 років. Населення громади складає 2237 осіб, адміністративний центр — село Новокальчеве.
Громада утворена в результаті об'єднання Червоноармійської і Виноградненської сільських рад. Таким чином до громади увійшли 6 сіл: Виноградне, Новокальчеве, Садове, Семихатки, Травневе, Улянівка.
Перші вибори відбулися 25 жовтня 2015 року.
Громада містить один старостинський округ, із центром в с. Виноградне, до якого входить також село Садове. На території громади розташовані одна поліклініка, 4 фельдшерсько-акушерські пункти, 2 школи І-ІІІ ступенів, одна школа І-ІІ ступенів, 3 дитячі садки, 4 заклади культури.
17 липня 2020 року до громади приєднали Ряснопільську сільську раду.
До громади входить 12 сіл: Виноградне, Зеленопілля, Іванівка, Новокальчеве, Основа, Петрівка, Ряснопіль, Садове, Семихатки, Сухине, Травневе та Улянівка.